# Артур Макдоналд
Артур Брус Макдоналд (енгл. Arthur Bruce McDonald; Сиднеј, 29. август 1943) је канадски астрофизичар, који је 2015. године, заједно са Такакијем Каџитом, добио Нобелову награду за физику „за откриће осцилације неутрина које показују да неутрини имају масу”.